# District de Taihe
Pour les articles homonymes, voir Taihe.
Le district de Taihe (太和区 ; pinyin : Tàihé Qū) est une subdivision administrative de la province du Liaoning en Chine. Il est placé sous la juridiction de la ville-préfecture de Jinzhou.